# Sport in Svizzera
In Svizzera lo sport è gestito dall'Associazione Olimpica Svizzera, che rappresenta l'organo centrale svizzero nell'ambito delle discipline sportive olimpiche e non olimpiche. Le fedérazioni che compongono l'associazione raggruppano 2,8 milioni di aderenti ripartiti in più di 22.800 società sportive.
Dal 1855 sono considerati sport nazionali la lotta svizzera e il lancio della pietra (una specie di hornussen). Queste discipline venivano già disputate nel Basso Medioevo, e si svolgevano durante sagre, feste di tiro o feste di mezza estate. Solo a partire dal 1850 questi sport si diffusero tra la popolazione, mentre all'inizio erano giochi da pastori.
Oltre ai giochi nazionali, in Svizzera lo sport più diffuso è l'hockey su ghiaccio, seguito dal calcio e dalla pallacanestro. Hanno avuto una certa rilevanza anche il grande tennista Roger Federer, e verso la fine degli anni novanta e inizio del nuovo millennio anche la campionessa di tennis femminile Martina Hingis. Da non dimenticare lo snowboard, gli sci e gli sport sull'acqua.
Le 10 federazioni con più tesserati:
| Posizione | Federazione                                 | Numero di tesserati (2004) |
| --------- | ------------------------------------------- | -------------------------- |
| 1         | Federazione svizzera di ginnastica          | 415.247                    |
| 2         | Associazione Svizzera di Football           | 385.900                    |
| 3         | Swiss Tennis                                | 247.223                    |
| 4         | Federazione Sportiva Svizzera di Tiro       | 200.545                    |
| 5         | Federazione Svizzera di Atletismo           | 130.000                    |
| 6         | Swiss-Ski                                   | 110.288                    |
| 7         | Club alpino svizzero                        | 104.900                    |
| 8         | Federazione Svizzera di Sport Universitario | 99.280                     |
| 9         | Lega Svizzera di Hockey su Ghiaccio         | 75.255                     |
| 10        | Federazione Svizzera di Sport Equestri      | 70.000                     |

## Giochi nazionali
I giochi nazionali svizzeri sono la lotta svizzera, il lancio della pietra e l'hornussen. Nel 1855 vengono inseriti, i primi due, come sport nazionali durante la festa federale di ginnastica tenutasi a Losonna. Lo scopo era di ideare un esercizio più proprio e confacente alla popolazione da contrapporre alla ginnastica tedesca di Jahn Ludwig.
Tutte e tre le discipline trovano riferimento alle competizione del basso Medio Evo che avevano luogo durante sagre o feste di tiro o ad eventi tradizionali (salita all'alpeggio, feste di mezza estate, ...). Giovani pastori si riunivano per svolgere una sorta di torneo.
Nel XVII e XVIII secolo la lotta svizzera e l'hornuss erano diffusi solamente nell'Entlebuch, nell'Emmental e nella valle dell'Hasli. Le feste tenutasi a Unspunnen nel 1805 e nel 1808 sono un tentativo di restituire a questi giochi di contadini un valore più ampio, che non fosse limitato alla regioni di cui sopra. Però solamente nella seconda metà del 1800 si trovò più riscontro tra la popolazione. Il manuale di lotta svizzera pubblicato nel 1864 da Rudolf Schärer rese popolare questo sport. Il successo delle feste federali di letta svizzera portò alla fondazione dell'Associazione federale di lotta svizzera nel 1895. Successivamente, nel 1902 vi si fondò l'Associazione federale dei giocatori di hornuss e nel 1907 un organo di stampa dei giochi nazionali (Eidgenössische Schwinger-, Hornusser- und Jodlerzeitung).
Nel 1999 le due associazioni sportive comprendevano 5 100 rispettivamente 8000 membri.

## Altre discipline

### Calcio
Il calcio è uno degli sport più seguiti. Infatti fin dal 1898 si disputa un campionato nazionale.

#### Maschile
Fin dal 1897 ha luogo il campionato di calcio svizzero maschile, che fino al 1922 comprendeva 2 divisioni. In seguito fu creata una terza, fino al 1931 in cui incominciarono ad aumentare fino ad arrivare alle attuali 8 divisioni. Le prime 4 sono gestite a livello nazionale, le altre a livello regionale.
La prima Coppa Svizzera è stata giocata nel 1925, ma la competizione ha avuto due precedenti: 
- l'Anglo-Cup: disputata per quattro volte, dal 1909/10 al 1912/13 secondo il regolamento della Coppa d'Inghilterra
- la Och-Cup: fu cancellata dopo due edizioni (1920/21 e 1921/22) per difficoltà di calendario

La Coppa di Lega Svizzera ha avuto luogo nel 1972 e si è svolta per 10 edizioni (fino al 1982)
Nel periodo 1986-1990 fu disputata la Supercoppa di Svizzera.

#### Femminile
Il campionato si svolge dal 1971 e attualmente conta 5 divisioni.
La Coppa Svizzera femminile di calcio esiste dal 1975.

### Sport motoristici
In Svizzera gli sport motoristici furono vietati a seguito del disastro di Le Mans del 1955, fatta eccezione per le gare a tempo, come le cronoscalate. Il 6 giugno 2007 venne proposto un emendamento per togliere il divieto che, dopo essere passato al consiglio nazionale ma rifiutato due volte al Consiglio degli Stati, venne ritirato. Nel 2015 il governo svizzero approvò un primo allargamento delle magie del divieto, permettendo l'organizzazione di eventi testa a testa, ma solo per vetture elettriche; nel giugno 2018 si tenne l'E-Prix di Zurigo, il primo evento motoristico in 63 anni.
Nonostante il divieto, comunque, negli anni si sono tenuti diverse competizioni motoristiche di rally, motocross, supermotard, enduro e bike trial, e si trova qui la sede del team Alfa Romeo Racing. In Svizzera è anche nato il grande pilota di Formula 1 Clay Regazzoni.